# Bergepanzer IV
Bergepanzer IV (Sd.Kfz. 164) – niemiecki czołg ewakuacyjny na podwoziu czołgu Panzerkampfwagen IV, używany podczas II wojny światowej.

## Historia
Bergepanzer IV był oparty na przebudowanych czołgach wycofanych z jednostek lub remontowanych. Przebudowę rozpoczynano od zainstalowania drewnianej osłony zakrywającej miejsce po wyjętej wieży. Wewnątrz pojazdu montowano grube drewniane osłony chroniące zbiorniki paliwa przed uszkodzeniami ze strony ciężkiego sprzętu inżynieryjnego przewożonego w kadłubie. Na górnej płycie kadłuba dopasowywano gniazda do montażu standardowego, składanego dwutonowego dźwigu. Pozbawione wyciągarki załogi Bergepanzerów IV musiały używać koła napędowego jako kołowrotu. Zdejmowano wtedy część gąsienicy i łączono stalową liną pojazd, który miał być wyciągany, z kołem napędowym. Po włączeniu biegu koło się obracało, a stalowa lina nawijała się na nie jak na szpulę. Jednak sposób ten był ograniczony brakiem lemiesza i zmuszał do zaczepenia Bergepanzera do następnego ciężkiego pojazdu. Na pojazdy ewakuacyjne przebudowano jedynie 21 Panzerkampfwageny IV, wszystkie pomiędzy październikiem 1944 r. a marcem 1945 roku.